# Světlana Kljuková
Světlana Vasiljevna Kljuková (rusky Светлана Васильевна Клюка, * 27. prosince 1978) je ruská atletka, běžkyně, jejíž specializací je běh na 800 metrů.
V roce 2005 získala zlatou medaili na světové letní univerziádě v tureckém İzmiru. O rok později uspěla na mistrovství Evropy v Göteborgu, kde půlku zaběhla v čase 1:57,48 a získala stříbrnou medaili, když o deset setin prohrála jen s krajankou Olgou Kotljarovovou. Na světovém šampionátu v Ósace 2007 skončila na sedmém místě.
V roce 2008 reprezentovala na letních olympijských hrách v Pekingu, kde ve finále doběhla těsně pod stupni vítězů, na čtvrtém místě jako nejlepší z Evropanek. Bronz vybojovala marocká běžkyně Hasna Benhassiová, která byla o jednadvacet setin rychlejší než Ruska.
Na mistrovství světa v atletice 2009 v Berlíně skončila v semifinále na celkovém devátém místě a do finále se nekvalifikovala, když ve svém rozběhu obsadila páté místo.